# Gregg Toland

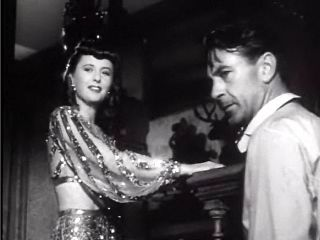
Boule de feu (1941) :
Barbara Stanwyck et Gary Cooper

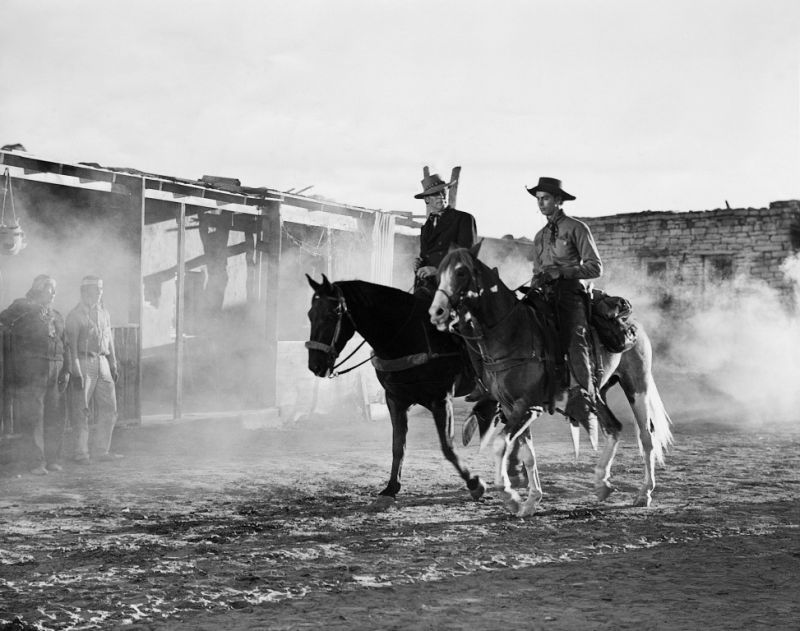
Le Banni (1943) :
Walter Huston et Jack Buetel

Gregg (Wesley) Toland, né le 29 mai 1904 à Charleston (Illinois), mort le 26 septembre 1948 à Los Angeles — Quartier de Hollywood (Californie), est un directeur de la photographie américain, membre de l'ASC.

## Biographie
Gregg Toland est directeur de la photographie entre 1926 et 1948, sur des films américains réalisés notamment par John Ford, Howard Hawks et William Wyler. Il est connu pour son travail innovant, en particulier sur les effets de lumière, émise en faisceau, les violents contrastes et la profondeur de champ, remarquables sur Les Hommes de la mer de Ford (1940) et Citizen Kane d'Orson Welles (1941). Il est également réalisateur de manière éphémère (voir filmographie ci-dessous).
Il meurt prématurèment en 1948, pendant son sommeil, des suites d'une thrombose coronaire.
Durant sa carrière, il obtient cinq nominations à l'Oscar de la meilleure photographie, dont un gagné en 1940, pour Les Hauts de Hurlevent de Wyler.

## Filmographie partielle

### Comme directeur de la photographie
(sauf mention contraire)
- 1926 : L'Oiseau de nuit (The Bat) de Roland West
- 1928 : Queen Kelly d'Erich von Stroheim (inachevé ; version 1932 : réalisateur de l'épilogue)
- 1929 : Bulldog Drummond de F. Richard Jones
- 1929 : La Princesse et son taxi (This is Heaven) d'Alfred Santell
- 1930 : The Devil to Pay! de George Fitzmaurice
- 1930 : Raffles de George Fitzmaurice
- 1931 : Palmy Days d'Edward Sutherland
- 1931 : Indiscret (Indiscreet) de Leo McCarey
- 1931 : Cette nuit ou jamais (Tonight or Never) de Mervyn LeRoy
- 1932 : Man Wanted de William Dieterle
- 1933 : Kid d'Espagne (The Kid from Spain) de Leo McCarey
- 1933 : Tugboat Annie de Mervyn LeRoy
- 1934 : Nana de Dorothy Arzner et George Fitzmaurice
- 1934 : Souvent femme varie (Forsaking all Others) de W. S. Van Dyke
- 1934 : Résurrection (We live again) de Rouben Mamoulian
- 1935 : Soir de noces (The Wedding Night) de King Vidor
- 1935 : Les Misérables de Richard Boleslawski
- 1935 : Les Hommes traqués (Public Hero n°1), de J. Walter Ruben
- 1935 : Les Mains d'Orlac (Mad Love) de Karl Freund
- 1935 : L'Ange des ténèbres (The Dark Angel) de Sidney Franklin
- 1935 : Splendor d'Elliott Nugent
- 1936 : Le Vandale (Come and get it) d'Howard Hawks et William Wyler
- 1936 : L'Ennemie bien-aimée (Beloved Enemy) de H.C. Potter
- 1936 : Ils étaient trois (These Three) de William Wyler
- 1936 : Les Chemins de la gloire (The Road to Glory) d'Howard Hawks
- 1937 : Le destin se joue la nuit (History is made at Night) de Frank Borzage
- 1937 : Rue sans issue (Dead End) de William Wyler
- 1938 : Le Proscrit (Kidnapped) d'Otto Preminger
- 1938 : Hollywood en folie (The Goldwyn Follies) de George Marshall et Henry C. Potter
- 1938 : Madame et son cowboy (The Cowboy and the Lady) d'Henry C. Potter
- 1939 : Les Hauts de Hurlevent (Wuthering Heights) de William Wyler
- 1939 : Mélodie de la jeunesse (They shall have Music) d'Archie Mayo
- 1939 : Intermezzo (Intermezzo : A Love Story) de Gregory Ratoff
- 1939 : Raffles, gentleman cambrioleur (Raffles) de Sam Wood
- 1940 : Les Raisins de la colère (The Grapes of Wrath) de John Ford
- 1940 : Le Cavalier du désert (The Westerner) de William Wyler
- 1940 : Les Hommes de la mer (The Long Voyage Home) de John Ford
- 1941 : Citizen Kane d'Orson Welles
- 1941 : La Vipère (The Little Foxes) de William Wyler
- 1941 : Boule de feu (Ball of Fire ou The Professor and the Burlesque Queen) d'Howard Hawks
- 1943 : Le Banni (The Outlaw) d'Howard Hughes
- 1943 : December 7th, court métrage documentaire (directeur de la photographie et co-réalisateur, avec John Ford)
- 1946 : Les Enchaînés (Notorious) d'Alfred Hitchcock (directeur de la photographie de seconde équipe, non crédité)
- 1946 : Le Laitier de Brooklyn (The Kid from Brooklyn) de Norman Z. McLeod
- 1946 : Les Plus Belles Années de notre vie (The Best Years of Our Lives) de William Wyler
- 1946 : Mélodie du Sud (Song of the South) d'Harve Foster et Wilfred Jackson (film d'animation pour partie ; directeur de la photographie des prises de vue réelles)
- 1947 : Honni soit qui mal y pense (The Bishop's Wife) d'Henry Koster
- 1948 : Si bémol et Fa dièse (A Song is born) d'Howard Hawks
- 1948 : Vous qui avez vingt ans (Enchantment) d'Irving Reis

## Récompense
- 1940 : Oscar de la meilleure photographie, catégorie noir et blanc, pour Les Hauts de Hurlevent.